# 宮城県道163号西古川停車場清水線
宮城県道163号西古川停車場清水線（みやぎけんどう163ごう にしふるかわていしゃじょうしみずせん）は、かつて宮城県大崎市のJR陸羽東線 西古川駅と国道47号とを結んだ一般県道である。2019年（平成31年）3月29日に宮城県道162号西古川停車場下狼塚線と統合され、新たに宮城県道162号清水下狼塚線となった。

## 路線概要
- 実延長：5,280.7 m
- 起点：西古川駅
- 終点：宮城県大崎市古川清水

## 通過する自治体
- 宮城県
  - 大崎市

## 接続する道路
- 国道47号
- 宮城県道162号西古川停車場下狼塚線

## 重複区間
- 宮城県道162号西古川停車場下狼塚線（西古川駅 - 大崎市古川新堀）

## 周辺
- 大崎市立西古川小学校
- 東大崎駅